# Bečevská brána
Bečevská brána je, stejně jako sousední Oderská brána, geomorfologický podcelek celku Moravská brána, která je součástí pásma Západních Vněkarpatských sníženin v subprovincii Vněkarpatské sníženiny.

## Poloha a geomorfologické členění
Nachází se na východě České republiky na Moravě v Olomouckém kraji. Tvoří jižní část Moravské brány, která se dělí na podcelky: Bečevskou bránu (protéká jí řeka Bečva) a Oderskou bránu (protéká jí řeka Odra). Rozkládá se na území měst Přerov, Lipník nad Bečvou a Hranice. Je to plochá pahorkatina vyplněná neogenními mořskými a pleistocenními říčními sedimenty.
Nejvyšším bodem je jižní úbočí kopce Obírka, kde hranice celku dosahuje nadmořské výšky 382 m (zároveň je toto místo i nejvyšším bodem Moravské brány).
Podcelek je přibližně 29 km dlouhý.
Bečevská brána se skládá ze tří geomorfologických částí:

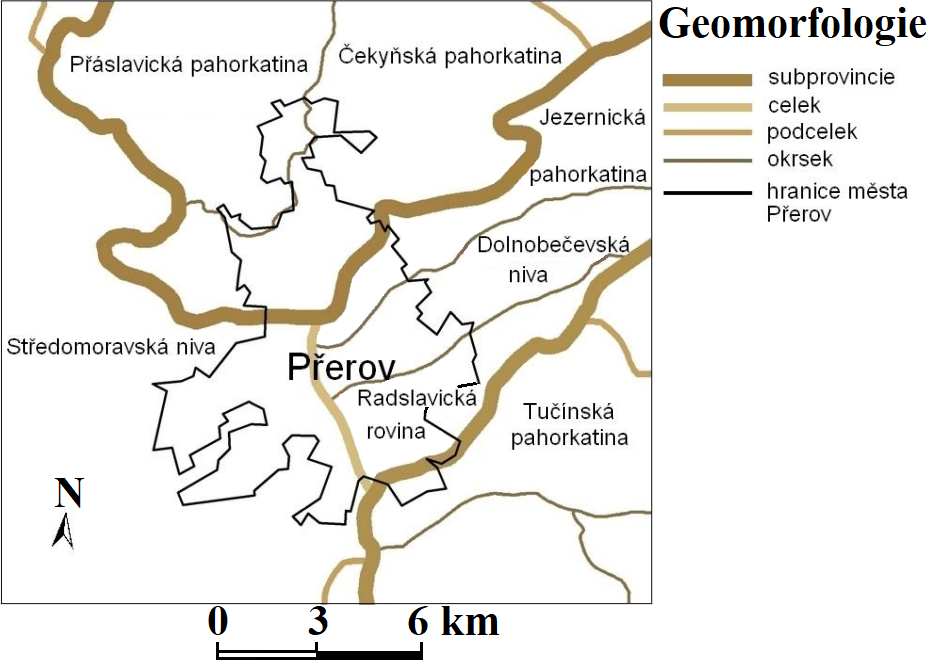

- Jezernická pahorkatina
- Dolnobečevská niva
- Radslavická rovina